# Klitdal
Het Klitdal (Groenlands: Kangerterajittap Ilinnera) is een dal in de gemeente Sermersooq in het oosten van Groenland. Het dal ligt in Scoresbyland.
Het dal vormt de grens tussen het Liverpoolland in het oosten en het Jamesonland in het westen. In het zuiden vervolgt het Klitdal in de Hurryinham, in het noorden vervolgt ze in het Carlsbergfjord. 